# Костянтинів (Роменський район)
Костянти́нів —  село Роменського району Сумської області (Україна) на річці Сула. Населення - 58 осіб. Входить до складу Недригайлівської селищної громади.

## Географія

Місток через Сулу між селом Костянтинів та Курмани, відновлений німцями під час Другої світової війни після розбомблення сталінськими військами

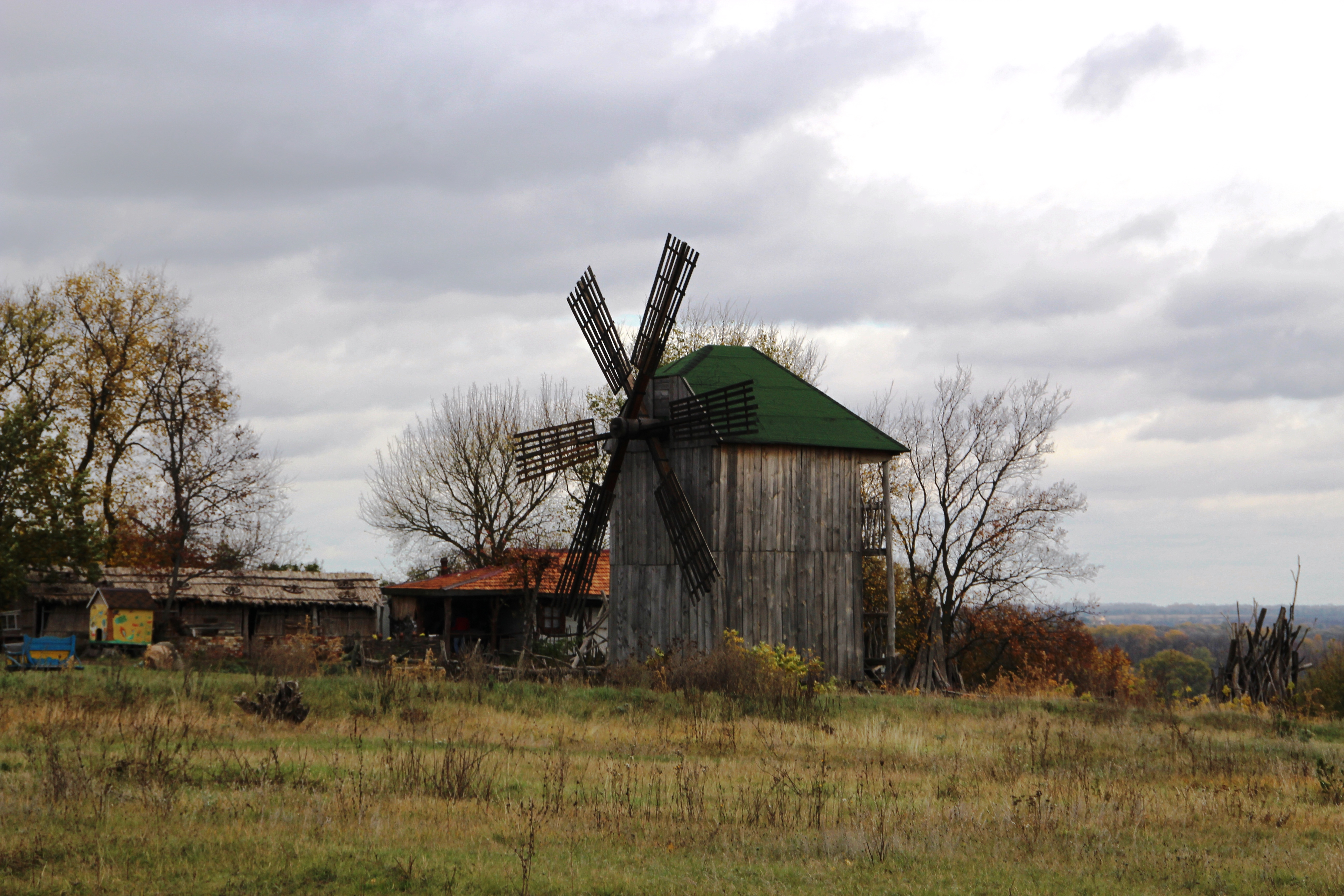
Вітряк

Село Костянтинів знаходиться на правому березі річки Сула в місці впадання в неї річки Хусь, вище за течією на відстані 1,5 км розташоване село Бродок, нижче за течією на відстані 3 км розташоване село Ракова Січ, на протилежному березі — села Курмани і Березняки. По селу протікає пересихаючий струмок з загатою. Річка в цьому місці звивиста, утворює лимани, стариці і заболочені озера.

## Історія
Містечко засновано Яремою Вишневецьким у першій половині 17 століття на території Речі Посполитої.
До 1648 на схід від села проходив державний кордон між Річчю Посполитою та Московським царством, а до 1781-го — кордон між Гетьманщиною та Слобідською Україною.
У 17 ст. Костянтинів був торговельним містечком на важливому Ромоданівському шляху. Його населення тоді становило 17 тисяч мешканців.
|  | «Містечко Костянтинів розходилося двома ярами — Попівка й Морозівка. Назви ті й досі збереглися, — розповідає колишній директор початкової школи у Костянтинові Микола Демченко. — І якраз через околиці поселення проходив кордон між Польщею та Росією. Бачили ж у Кулішівці відомий пам’ятник мамонту? На ньому написано, що тут був кордон. Тільки «Польща» — з великої літери, а «Росія» — з маленької. Чого так? Чи справді помилка, чи граф Головкін умисне «помилився», — хто зна? Далі там ще є байрак, називається Полулях — напівполяк значить. А село захищає Мазепина гора, за розповідями, на ній колись зупинявся Мазепа. Вона закривала Костянтинів від вітру. З іншого боку село обтікає річка Сула, колись судноплавна. Красиві місця...». Після визвольних війн польську фортецю тут зруйнували, стала в селі козацька сотня. Кажуть, прославлений Максим Кривоніс тоді заїздив у Костянтинів... |

Після відокремлення України від Польщі, Костянтинів став центром нової адміністративної одиниці Гетьманщини — Костянтинівської сотні Лубенського полку. Останнім сотником тут був відомий український державний діяч Степан Полетика, особистий приятель Гетьмана Кирила Розумовського.
З 1750-х рр. відома печатка Костянтинівської сотні з гербом: зображенням хреста, поставленого над перехрещеними шаблею та списом.
У ХІХ столітті містечко занепало й скоротилося до розмірів невеликого села. Його власниками були графи Головкіни, згодом — графи Хвощинські.
Село постраждало внаслідок геноциду українського народу, проведеного окупаційним урядом СРСР 1923—1933 та 1946–1947 роках.
До 2016 року орган місцевого самоврядування — Кулішівська сільська рада.
12 червня 2020 року, відповідно до розпорядження Кабінету Міністрів України № 723-р «Про визначення адміністративних центрів та затвердження територій територіальних громад Сумської області», село увійшло до складу Недригайлівської селищної громади.
19 липня 2020 року, в результаті адміністративно-територіальної реформи та ліквідації Недригайлівського району, село увійшло до складу новоутвореного  Роменського району.

### Церковна історія
Ще в середині 17 століття тут стояла дерев'яна парафіяльна Василівська церква. 1780 року за указом митрополита Київського її розібрали і коштом графа Івана Головкіна звели нову, теж дерев'яну — Успіння Богородиці з бічним вівтарем святого Василія Великого. 1826 року з невідомих причин її теж розібрали і вже коштом Юрія Головкіна та частково, як свідчить закладна дошка сільської громади, звели цегляний храм — тридільний, однобанний. Він поєднав традиції української церковної архітектури, риси загальноімперського класицизму та впливи романтизму. За свідченням фахівців, це рідкісна за цільністю образу й досконалістю пам'ятка пізнього провінційного класицизму.
Храм закрили у 1930-х рр. представники окупаційної більшовицької адміністрації — його перетворили на зерносклад. Відновлений у 2007-2009. Перша (після відновлення) служба відбулася в серпні 2007 року. 28 серпня 2009 р. в церкві Успіння Пресвятої Богородиці освятили нові хрести.
28 серпня 2018 року святкову службу правив архієпископ Сумський і Охтирський Української православної церкви владика Мефодій з кліром.

## Населення

### Мова
Розподіл населення за рідною мовою за даними перепису 2001 року:
| Мова       | Кількість | Відсоток |
| ---------- | --------- | -------- |
| українська | 159       | 98.76%   |
| російська  | 2         | 1.24%    |
| Усього     | 161       | 100%     |